# Hirtodrosophila hirudo
Hirtodrosophila hirudo är en tvåvingeart som först beskrevs av Werner Back och Michael J. Parsons 1978.  Hirtodrosophila hirudo ingår i släktet Hirtodrosophila och familjen daggflugor. Inga underarter finns listade i Catalogue of Life.